# Symphonie no 1 de Dvořák
Pour les articles homonymes, voir Symphonie no 1.

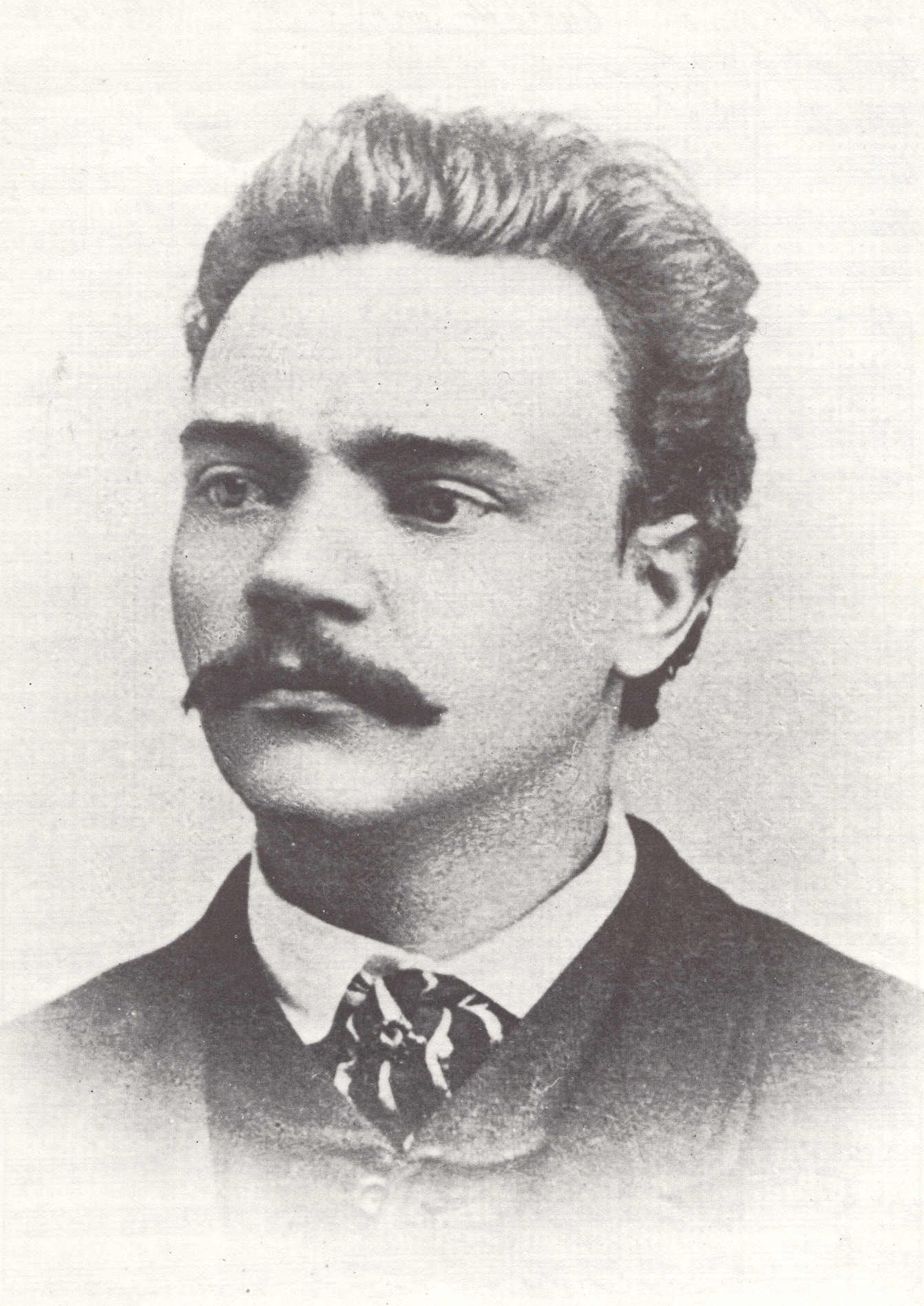
Antonin Dvorak.

La Symphonie no 1 en do mineur dite « Les Cloches de Zlonice », opus 3 (B.9), a été écrite par Antonín Dvořák à 23 ans entre le 14 février et le 24 mars 1865.

## Analyse
La symphonie comporte quatre mouvements :
1. Maestoso - Allegro
2. Adagio molto
3. Allegretto
4. Finale : Allegro animato

Sa durée d'exécution est variable selon les chefs. Par exemple : Otmar Suitner prend 43 minutes, tandis que Vaclav Neumann dirige en 51 min 30 s. Cela s'explique car Suitner ne fait pas la reprise de l'exposition au premier mouvement (suivant en cela une proposition faite par Dvořák dans son texte sur Schubert de 1894), mais surtout parce que ses tempos sont beaucoup plus allants.
Les quatre mouvements de la Première Symphonie sont marqués par une énergie débordante.
La symphonie s'ouvre par un appel des cors à l'unisson, ponctué par l'orchestre. Ce motif parcourt l'œuvre, de même qu'un motif rythmique de cinq notes brèves qui revient souvent aux timbales, dont la partie est importante. Le motif du carillon évoque les cloches de Zlonice.
Le premier thème est une gamme en ut mineur montante et descendante jouée deux fois aux violons, avant d'être reprise aux cors. Le deuxième thème est plus mélodique. Le développement est parcouru de bout en bout par une énergie irrépressible, culminant à la fin avec l'écrasant retour du premier thème. Avec la reprise, ce mouvement atteint entre 14 et 20 minutes, faisant de ce 1er mouvement avec le 2nd "Adagio molto" les deux plus longs mouvements composés par Dvořák.
L’Adagio molto annonce les mouvements lents que Dvořák développera dans les deux symphonies suivantes : une forme de légende orchestrale, qui alterne des moments de lyrisme (avec notamment un long solo de hautbois) et des moments plus tumultueux, ici sous forme de marche.
L’Allegretto est un scherzo marqué par son caractère staccato en mineur. Par contraste, le trio est plus calme mais l'omniprésence du rythme pointé lui donne un côté militaire. La coda mêle adroitement les deux rythmes.
Le Finale est de forme rondo-sonate. La coda en ut majeur présente le thème principal répété à l'orchestre ponctué par les timbales.

## Instrumentation
La symphonie est écrite pour orchestre avec :
1 piccolo, 2 flûtes traversières, 2 hautbois,1 cor anglais, 2 clarinettes, 2 bassons, 4 cors, 2 trompettes, 3 trombones, timbales, et cordes.

## Création et publication
Contrairement aux Deuxième, Troisième et Quatrième Symphonies, Dvořák ne retoucha jamais sa Première. Elle nous donne donc un portrait fidèle de l'écriture symphonique du compositeur en 1865, déjà caractérisée par une pleine maîtrise de l'orchestration mais aussi par une très grande audace formelle et harmonique.
Après l'avoir terminé, Dvořák envoie son manuscrit en Allemagne pour le soumettre à un concours. Mais il ne gagne pas, et le manuscrit ne lui est pas retourné. Croyant l'avoir définitivement perdu, il se lance aussitôt dans l'écriture de sa symphonie n° 2. Ce n'est qu'en 1923 que le manuscrit est retrouvé dans les effets personnels d'un professeur de sciences orientales, Rudolf Dvořák (sans lien de parenté avec le musicien). Ce professeur aurait acquis le manuscrit dans une bouquinerie de Leipzig, un trajet qui demeure mystérieux. L'œuvre est finalement créée à Brno le 4 octobre 1936, mais son édition ne paraît qu'en 1961.

## Inspiration
Il est difficile de voir quelle œuvre Dvořák aurait pris comme « modèle » pour sa première symphonie. On peut remarquer qu'elle est de la même tonalité que la Symphonie n° 5 de Beethoven, et qu'elle suit même son ordre tonal. Mais la symphonie est très peu beethovenienne de ton et de construction. On peut aussi la rapprocher de la Symphonie no 1 (Bruckner), également en do mineur, composée presque au même moment, et achevée en 1866. Ces premières symphonies semblent atypiques de leurs compositeurs, tous deux originaires d'un milieu campagnard et encore peu connus du public : elles démontrent de fortes personnalités, abordant avec fougue le genre symphonique qu'elles vont contribuer à renouveler en profondeur.

## Le mystère des cloches de Zlonice
Le sous-titre de l'œuvre Les cloches de Zlonice est une énigme. Il ne figure pas sur le manuscrit, mais le musicologue Jarmil Burghauser découvre dans les archives du compositeur un petit document sur lequel figure la mention « Do mineur. Les cloches de Zlonice. 65 ». Cela semble correspondre à la symphonie, qui prend alors cette appellation. Pourtant, la signification exacte de ce sous-titre reste inconnue. Cette symphonie ne comporte pas de cloche, et Zlonice désigne le village où Dvořák a fait une partie de son apprentissage. Plusieurs interprétations sont proposées, sans qu'aucune ne soit totalement convaincante. Entre autres, on entend aux mesures 9-16, 25-32 et 41-49 du premier mouvement une sorte de mélodie de timbres, un motif répété sur quelques notes, qui semble évoquer un carillon.

## Contexte musical
En 1865, lorsque Dvořák compose sa symphonie, le genre symphonique traverse une période creuse depuis environ quinze ans. Richard Wagner a soutenu qu'après Beethoven, il est devenu inutile d'écrire des symphonies, parce que Beethoven a montré dans sa Neuvième que la musique, principe « féminin », devait désormais être fécondée par la poésie, principe « masculin », pour donner l'œuvre d'art de l'avenir. Reste qu'effectivement, après la Symphonie rhénane de Robert Schumann de 1850, la symphonie et particulièrement la symphonie sans programme semble appartenir à un passé révolu. Beaucoup de symphonies nouvelles sont écrites, mais aucune n'arrive à s'imposer et à renouveler le genre. Leurs auteurs sont d'ailleurs aujourd'hui oubliés : Felix Draeseke, Joseph Joachim Raff, Robert Volkmann, Wenzel Heinrich Veit, etc. En 1865, Dvořák devait donc vraiment avoir la foi en l'avenir du genre de la symphonie. Et il avait raison car, dans l'ombre, la symphonie se prépare une nouvelle vie. Johannes Brahms a donné deux Sérénades entre 1857 et 1860 : sa Première Symphonie sera achevée en 1876. Anton Bruckner se fait la main avec deux symphonies non numérotées : une en fa mineur, l'autre en ré mineur. Sa Première Symphonie officielle sera terminée en 1866. Alexandre Borodine travaille lentement à sa Première Symphonie de 1862 à 1867, qui sera la première grande symphonie à voir le jour en Russie. Ces musiciens ont donné une nouvelle jeunesse au genre qui redevient florissant après 1870.